# استفان کوریوویچ
استفان ماریان کوریوُویچ (لهستانی: Stefan Marian Kuryłowicz؛ ۲۶ مارس ۱۹۴۹ – ۶ ژوئن ۲۰۱۱) یک معمار اهل لهستان بود. شهرت و اعتبار او بیشتر به سبب تغییر معماری و دورنمای شهری ورشو، ظرف بیست سال پس از انقلاب‌های ۱۹۸۹ است.
وی همچنین برندهٔ جوایزی همچون جایزه افتخاری انجمن معماران لهستان شده‌است.